# دينيس وارنر
دينيس وارنر (بالإنجليزية: Denis Warner)‏ هو صحفي أسترالي، ولد في 12 ديسمبر 1917، وتوفي في 12 يوليو 2012 في ملبورن في أستراليا.